# Сердечная лампа: Избранные истории
Сердечная лампа: Избранные истории (англ. Heart Lamp: Selected Stories) — сборник рассказов индийской писательницы Бану Муштак, написанных на языке каннада в период с 1990 по 2023 год (переводчица на английский язык Дипа Бхасти). Опубликован издательством And Other Stories в Великобритании в 2024 году. В двенадцати историях, исследующих жизнь мусульманских женщин на юге Индии, уделяется особое внимание темам патриархата, гендерного неравенства и стойкости. Книга получила Международную Букеровскую премию в 2025 году: первое произведение на языке каннада и первый сборник рассказов, удостоенный этой награды.

## Краткое содержание
Двенадцать историй посвящены жизни мусульманских женщин на юге Индии, затрагивают темы гендерного неравенства, веры и общественного давления; рассказы написаны с юмором и эмоциональной глубиной.
Заглавный рассказ отражает случай из жизни самой Муштак, облившейся керосином в попытке самосожжения. В рассказе дети главной героини вмешиваются, напоминая ей, что её любят и понимают. В рассказах «Каменные плиты для Шайста Махал» и «Решение сердца» исследуются гендерные роли и общественные ожидания.
Сборник является частью движения Бандая, литературной традиции каннада, критикующей кастовое, классовое и религиозное угнетение В переводе сохранены слова на языках каннада, урду и арабском для сохранения культурной аутентичности.
В сборник вошли следующие рассказы:
- «Каменные плиты для Шайста-Махала»
- «Огненный дождь»
- «Чёрные кобры»
- «Решение сердца»
- «Красные Лунги»
- «Сердце-лампа»
- «Туфли на высоком каблуке»
- «Тихий шёпот»
- «Вкус рая»
- «Плащаница»
- «Учитель арабского языка и Гоби Маньчжур»
- «Будь женщиной хоть раз, Господи»

## Разработка и публикация
Двенадцать историй были отобраны переводчиком Дипой Бхасти из шести сборников рассказов Бану Муштак написанных на языке каннада в период с 1990 по 2023 год. Бхасти перевела рассказы для презентации творчества Муштак международной аудитории. Ранее переведенный сборник произведений Муштак «Хасинa и другие рассказы» получил в 2024 году премию "English PEN Translates Award ". Сборник «Heart Lamp» был опубликован издательством «And Other Stories» в Великобритании 10 сентября 2024 года.

## Критический прием
Сборник получил широкую признательность. The Hindu назвал его «серьёзным чтением с долей юмора», подчеркнув сохранение в переводе региональных языковых элементов. Mint отнесла сборник к «текстурированному исследованию» гендерной динамики. The Week отметил сочетание юмора и серьёзных тем, назвав сборник «достойным претендентом на Букеровскую премию». The Times Literary Supplement похвалил «эмоциональную глубину и культурную специфику». Издательство Scroll.in отметило «гневные истории» и критику патриархата. Газета Indian Express высоко оценила изображение «противоречий и особенностей» мусульманской жизни. The Guardian подчеркнула «радикальный» подход перевода к сохранению региональных слов. Некоторые рецензенты отметили, что непереведенные слова могут вызвать затруднения у читателей, не являющихся носителями языка, но придают тексту дополнительную аутентичность.
Книга была удостоена Международной Букеровской премии 2025 года в лондонской галерее Тейт Модерн.

## Награды
- Международная Букеровская премия (2025) — премия в размере 50 000 фунтов стерлингов, делимая между автором и переводчиком[4][5][16]